# دریاچه سوغلا
دریاچه سوغلا (ترکی استانبولی: Suğla Gölü) (به یونانی: Τρωγῖτις) یک دریاچه در استان قونیه کشور ترکیه است.